# Alice & Lewis
Alice & Lewis è una serie animata italo-francese prodotta da MOBO Digital Factory e BlueSpirit Productions in associazione con Rai Ragazzi, per la regia di Bernard Ling. In Regno Unito viene trasmesso su Boomerang, in Francia su TF1 e in Italia su Nick Jr. e Rai Yoyo. Il cartone animato è ispirato ai libri di Lewis Carroll.

## Trama
Alice è una bambina di sei anni con una chiave magica che la porta nel Paese delle Meraviglie. In questo mondo incontra il coniglietto Lewis e i due diventano presto migliori amici.

## Personaggi e doppiatori
- Alice, doppiata da Stefania De Peppe.
- Lewis, doppiato da Matteo Brusamonti.
- Regina, doppiata da Maddalena Vadacca.
- Twee Dee e Twee Dum Dum, doppiati da Federica Simonelli e Martina Tamburello.
- Charlie, doppiato da Martina Tamburello.
- Bastien, doppiato da Jolanda Granato e da Annalisa Longo.
- Carole, doppiata da Giulia Bersani
- Signor Buoncuore, doppiato da Marcello Cortese.
- Mamma e Papà di Alice, doppiati da Renata Bertolas e Marcello Moronesi.